# Habiletés visuo-cognitives
 (juin 2011).
Les habiletés visuo-cognitives sont les capacités cognitives requises pour interpréter les informations visuelles et les utiliser dans toutes les activités de la vie quotidienne. Elles sont une composante de la perception visuelle,,. Certains auteurs font référence à la cognition visuelle ou aux habiletés visuo-perceptives de haut niveau. Une atteinte de ces fonctions a un impact sur la réalisation de tâches visuelles complexes comme la conduite automobile. 
Chez l’enfant, un déficit de ces fonctions affecte la performance dans certaines tâches scolaires telles que l’écriture, le dessin, coloriage, découpage, collage, repérage de son matériel de même que dans les tâches domestiques incluant le choix ou le rangement des vêtements et les activités de jeu sollicitant la perception visuelle comme les casse-têtes ou les jeux de ballon.
L’évaluation des habiletés visuo-cognitives peut être faite par observation clinique à travers les tâches quotidiennes. Pour connaître les composantes les plus atteintes, des outils standardisés tels que le Test of Visual Perception Skills–Revised (Non-Motor) (TVPS–R), le Motor Free Visual Perception Test–Revised (MVPT–R), ou le Developmental Test of Visual Perception–2 (DTVP–2) sont utilisés. 

## Composantes visuo-cognitives
Parmi les composantes visuo-cognitives, on retrouve l’attention visuelle, la mémoire visuelle, la discrimination visuelle et l’imagerie visuelle. 

### Attention visuelle
C'est la capacité de sélectionner des stimuli visuels parmi plusieurs et de les transmettre au cerveau pour leur traitement. Ceci implique l’habileté à rester en état d’alerte de façon à être prêt pour recevoir et traiter l’information visuelle ; l’habileté à centraliser le regard sur les informations pertinentes parmi plusieurs stimuli situés dans le champ visuel en ignorant ceux non pertinents à la réalisation d’une tâche (attention sélective). L’attention visuelle inclut également l’effort mental utilisé pour concentrer le regard sur un stimulus, malgré les distractions, afin de poursuivre et compléter une tâche visuelle (la vigilance visuelle) et finalement la capacité répondre à plusieurs stimuli visuels de façon simultanée pour réaliser deux tâches visuelles ou plus en même temps (l’attention divisée). 

### Mémoire visuelle
C'est la fonction permettant d’associer l’information visuelle reçue aux expériences visuelles. Elle comprend la mémoire à long terme ayant une grande capacité d’enregistrement et la mémoire à court terme qui enregistre une petite quantité d’information pour environ 30 secondes.

### Discrimination visuelle
Elle implique l’habileté à détecter différents détails propres aux objets afin de les reconnaître, les associer ou les catégoriser selon leurs différences ou leurs similarités. 

### Imagerie visuelle
Appelée aussi la visualisation, elle constitue l’habileté à se faire des images d’objets ou de personnes sans qu’ils soient physiquement observés. Selon la séquence développementale, il est d’abord facile de s’imaginer les objets à partir des sons qu’ils produisent et par la suite selon le goût, l’odeur et finalement, par le mot correspondant. Cette habileté est indispensable pour une bonne compréhension à la lecture. 